# هند الفهاد
هند الفهاد مخرجة سينمائية ومنتجة أفلام سعودية، بدأت رحلتها الإخراجية عام 2012 م، وانتجت عددا من الأعمال منها «مقعد خلفي»، والفيلم الروائي القصير «بسطة» من إنتاج عبد الله حسن أحمد الذي حاز على عدد من الجوائز منها جائزة المهر الخليجي للفيلم القصير في مهرجان دبي السينمائي الدولي عام 2015م، ومن أعمالها كذلك  «ثلاث عرائس»، و«طائرة ورقية» و«شرشف»، كما عملت في مجال الإخراج التلفزيوني في حلقتين من مسلسل «بدون فلتر». إضافة إلى مشاركتها كلجنة حكم عن فئة أفلام الطلبة في مهرجان أفلام السعودية 2017م في دورته الرابعة، والذي أقامته جمعية الثقافة والفنون بالدمام.

## جوائز
حاز فيلمها الروائي القصير بسطة على جائزة المهر الخليجي للأفلام القصيرة بمهرجان دبي السينمائي الدولي عام 2015م، وجائزة أفضل فلم قصير في مهرجان الشباب للأفلام في جدة لعام 2016م، وجائزة النخلة الفضية في الدورة الثالثة لمهرجان الأفلام السعودية بالدمام عام 2016م. وأختير فيلمها القصير «شرشف» ضمن 6 أفلام خليجية حصلت على دعم برنامج «إنجاز» التابع لمهرجان دبي السينمائي الدولي في نوفمبر 2017م.

## العضويات والمشاركات
- رأست لجنة تحكيم أفلام الطلبة في دورة 2017 من مهرجان أفلام السعودية.
- اختيرت عضواً في لجنة تحكيم مهرجان القاهرة السينمائي الدولي في دورته الـ45.[9][10]

## أعمالها
| العمل       | سنة الانتاج | نوعه            |
| ----------- | ----------- | --------------- |
| ثلاث عرائس  | 2012م       | فيلم            |
| طائرة ورقية | 2012م       | فيلم            |
| بسطة        | 2015م       | فيلم روائي قصير |
| مقعد خلفي   | 2015م       | فيلم            |
| شرشف        | 2018م       | فيلم            |
| بدون فلتر   | 2018م       | مسلسل           |
| بلوغ        | 2021م       | فيلم            |